# Savezna uprava za civilno zrakoplovstvo
Savezna uprava za civilno zrakoplovstvo (eng. Federal Aviation Administration, FAA) agencija je u sklopu američkog Ministarstva prometa nadležna za reguliranje i nadziranje svih aspekata civilnog zračnog prometa u SAD. Zakonom o saveznom civilnom zrakoplovstvu iz 1958. stvorena je skupina pod nazivom "Savezna agencija za civilno zrakoplovstvo", a njen sadašnji naziv usvojen je 1967., kada je postao dio Ministarstva prometa. FAA je pojedinačno najutjecajnija vladina zrakoplovna agencija u svijetu, dok bi Europska agencija za zrakoplovnu sigurnost bila druga.

## Vanjske poveznice
- Službena stranica (engl.)